# Kyōto-gosho
 (août 2016).
Si vous disposez d'ouvrages ou d'articles de référence ou si vous connaissez des sites web de qualité traitant du thème abordé ici, merci de compléter l'article en donnant les références utiles à sa vérifiabilité et en les liant à la section « Notes et références ».
Le Kyōto-gosho (京都御所 en japonais) est le palais impérial de Kyoto au Japon, qui servit de résidence officielle à l'empereur de 794 jusqu'en 1868. Cette année-là, Tokyo (ancienne Edo) devint la nouvelle capitale japonaise et la cour impériale migra alors vers le château d'Edo (ancien siège des shoguns) qui fut rebaptisé Kōkyo, afin d'en faire la nouvelle résidence de l'empereur. Depuis le Kyōto-gosho n'est plus qu'une résidence secondaire de la famille impériale. Cependant les cérémonies de couronnement des empereurs Taishō (Yoshihito) et Shōwa (Hirohito) eurent lieu au palais.
Aujourd'hui le parc est ouvert aux visiteurs et l'Agence impériale organise également plusieurs fois par jour des visites guidées des bâtiments. 
Le Kyōto-gosho est le plus récent des palais impériaux, construit à proximité de la partie nord-est de la vieille capitale de Heian-kyō (actuel centre-ville de Kyoto), depuis l'abandon du Palais Heian (大内裏, daidairi) résidence officielle des empereurs datant de l'époque de Heian.

## Aspect général

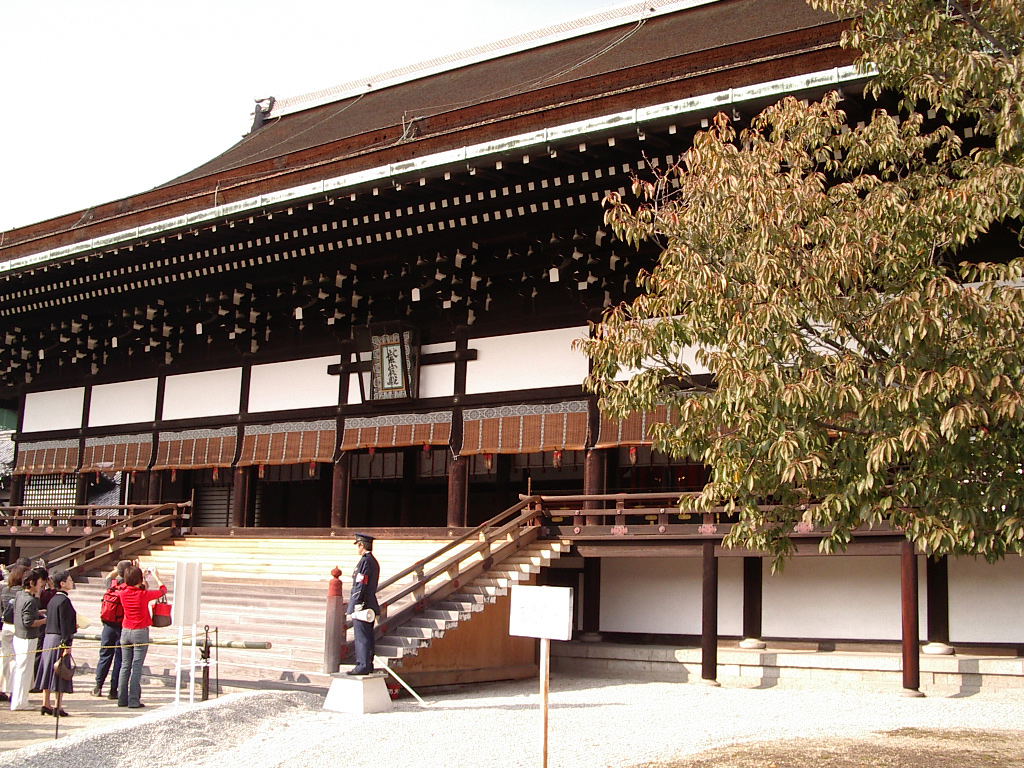
Le Shishinden, la salle d'honneur, est le lieu où le trône du chrysanthème était conservé.

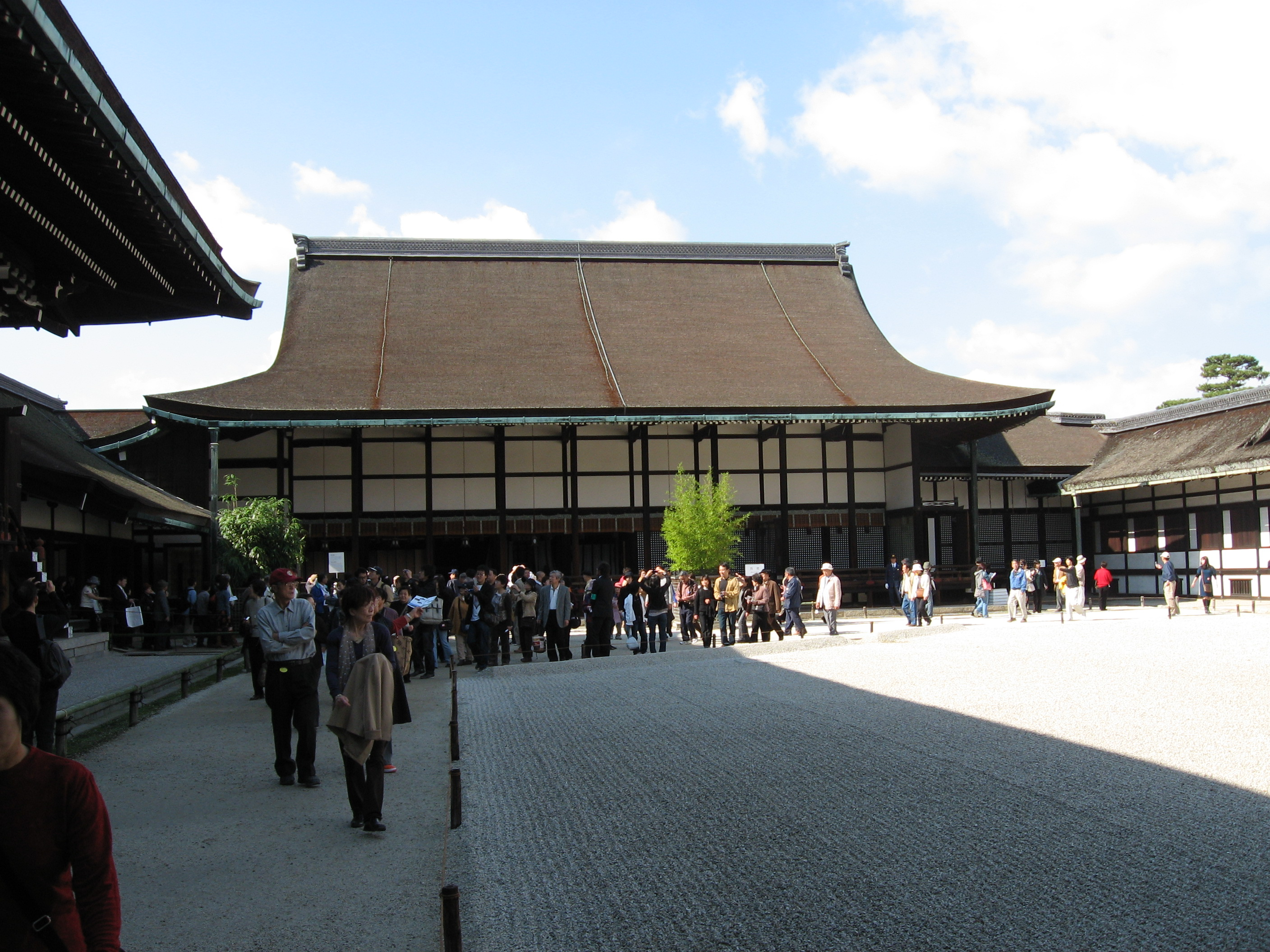
Seiryōden.

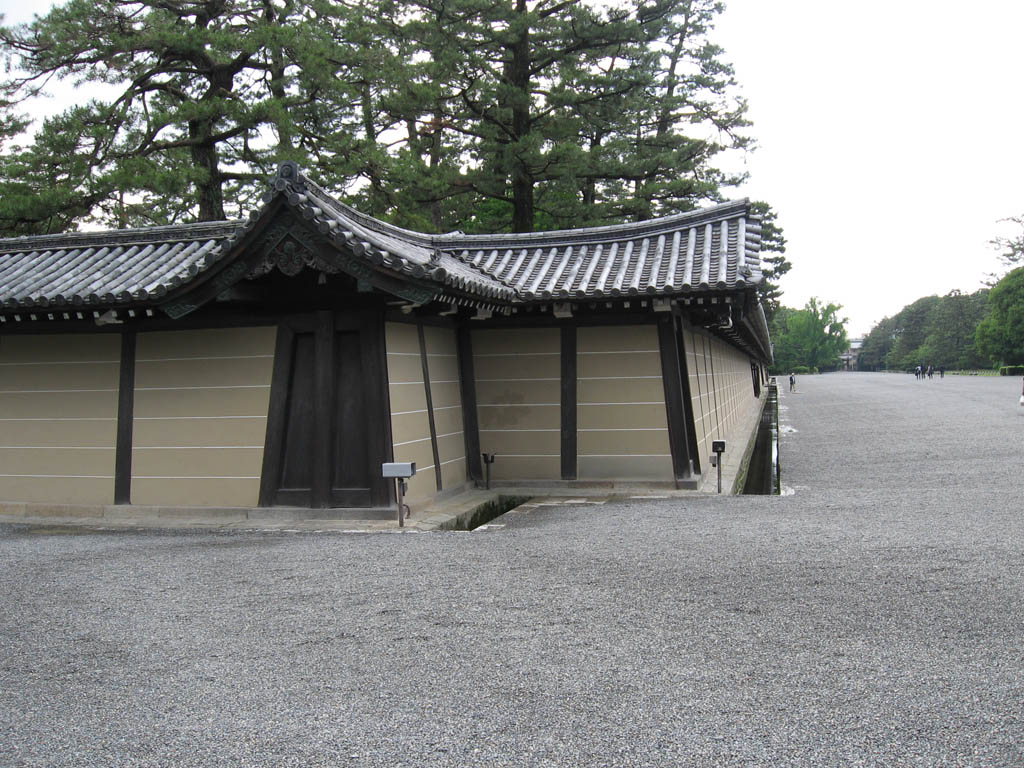
Sarugatsuji.

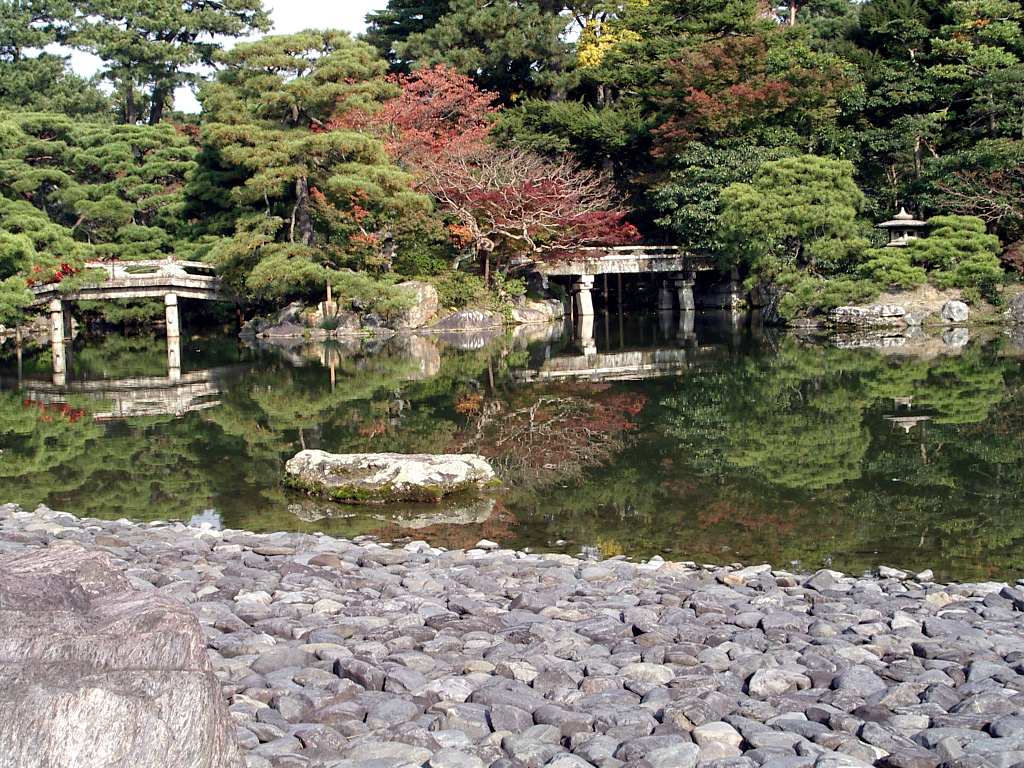
Oike-niwa (御池庭) jardin et étang.

Le palais est situé dans le Kyōto Gyoen (京都御苑) ; il date de l'époque d'Edo et occupe une surface de 51 hectares de forme rectangulaire, cernée d'une enceinte de torchis de 1,3 km de long du nord au sud et de 0,7 km d'est en ouest. La résidence impériale proprement dite, couvre 11 hectares. Le parc contient également deux autres résidences de l'empereur, le Sentō-gosho (palais impérial Sentō) et le Ōmiya-gosho (palais Ōmiya). Les résidences des nobles de la Haute cour se trouvaient également à l'intérieur de la zone fortifiée, elles furent détruites lorsque la cour impériale déménagea à Tōkyō.
Le Palais impérial fut localisé dans cette zone après l'abandon du daidairi à la fin du XIIe siècle. Cependant, il fut la résidence de facto de l'Empereur Takakura lorsque celui-ci s'y réfugia après son abdication en 1180. Celui-ci devint alors une simple résidence secondaire ou sato-dairi (里内裏). Cette partie de la ville fournira souvent à l'empereur de puissantes familles. La résidence impériale actuelle est une héritière directe - après des reconstructions successives - du palais de l'une de ces sato-Dairi, les Tsuchimikado Dono (土御門殿) du clan des Fujiwara. 
Le château, parmi les plus anciens et les plus importants du Japon, a été détruit par des incendies et reconstruit à plusieurs reprises au cours de son histoire. Il fut reconstruit à huit reprises, dont six fois durant les 250 ans de la période Edo. 
Le palais actuel a été achevé en 1855, après avoir été incendié au milieu du XVIIIe siècle et reconstruit sur les ordres de Matsudaira Sadanobu. On tentait alors de reproduire l'architecture shinden-zukuri (de style shinden) de la période Heian. Ce style est représenté par les chemins couverts qui permettent le passage entre les bâtiments, le cloisonnement des pièces avec sur le sol du parquet et des tatamis pour s'assoir ou dormir. Ce style est souvent utilisé par la noblesse ou les Samuraïs de hauts rangs du XVe siècle. L'inconvénient de ce style architectural est son manque de protection contre le froid, ce qui oblige les personnes à se couvrir.

## Bâtiments
Le Gyoen dispose de neuf portes d'entrée, chacune d'elles correspondant à un rang de la noblesse royale. L'imposante porte Kenreimon avec son toit en bois de cyprès soutenue par quatre piliers, située dans le mur sud, est réservée à l'empereur. Puis, viennent celles pour les messagers, pour les ministres, les hommes de loi, les nobles de la famille royale, une pour les enfants de la famille royale, une autre pour les domestiques et deux portes pour l'accès à la résidence de l'impératrice.
Dans l'enceinte du palais la sécurité de la vie privée a été renforcée par les emplacements des bâtiments. 
La Résidence impériale comprend, entre autres : 
- le Shishinden (紫宸殿, « Hall pour les cérémonies »), salle de 33 mètres sur 23 mètres, et dispose d'un style architectural traditionnel, avec un toit en pignon. Chaque côté de son escalier principal donne sur le Dantei, cour de gravier gris, servant aussi pour des cérémonies officielles, dans laquelle ont été plantés des arbres qui deviendront sacrés et très célèbres : un cerisier (sakura) à l'Est (côté gauche), et un oranger (Tachibana) à l'Ouest (côté droit).
  - Le centre du Shishinden est entouré par un Hisashi (庇), un long et mince couloir qui entourait l'aile principale de la maison d'un aristocrate, construit dans le style de  l'architecture traditionnelle Heian. Celui-ci conduisait à la salle du trône, lui-même, appelé takamikura (高御座), situé sur une estrade octogonale, cinq mètres au-dessus du sol, et  séparé du reste de la pièce par un rideau. La porte coulissante qui cachait l'empereur à la vue de tous était appelée kenjou no shouji (賢聖障子) et était décorée de l'image de 32 saints chinois, qui devint l'un des modèles d'inspiration de la peinture de la période Heian.
  - une série de trois salles d'attente Shodaibu-no-ma, où étaient séparées les personnes suivant leur rang social : La « salle des Cerisiers » pour les rangs inférieurs et la « salle du tigre » pour les rangs supérieurs.
- le Seiryōden (清凉殿, « Salle rafraîchissante »), située à l'ouest de la Shishinden, est construite sur le même modèle que le Shishinden, principalement en bois de cyprès, elle servait à l'origine à l'empereur pour mener ses affaires personnelles. La salle était organisée comme suit:
  - L'empereur siégeait en son centre ;
  - sur le côté Est de la salle, au-delà d'un espace de deux tatamis prenaient place les dignitaires et les aristocrates ;
  - sur le côté Nord, l'empereur disposait d'un endroit pour dormir la nuit ;
  - sur le côté Ouest se trouvaient des buffets pour l'Empereur, et contenait également des cabinets d'aisance ;
  - le côté Sud été utilisé pour le stockage des archives impériales. Cette zone contient des tableaux de maîtres de l'école Tosa.

- le Kogosho (小御所, « salle d'audience »), fut reconstruit en 1959 à la suite d'un incendie provoqué par un feu d'artifice. C'est un lieu où l’empereur recevait des bannerets sous le contrôle direct du shogun Tokugawa. Il était également utilisé pour certains rituels religieux. Ce bâtiment distinctif présente un mélange d’éléments architecturaux des styles shinden zukuri et shoin zukuri.
- le Ogakumonsho (御学问所, « Salle d'études » ou de « bibliothèque »), était destinée à la lecture de rites, à un récital mensuel de poésie et aussi à un lieu où l’empereur recevait les nobles. C’est un bâtiment de style shoin zukuri avec un toit irimoya hiwadabuki.
- l’Otsunegoten (御常御殿) qui a été utilisé comme résidence privée de l’empereur jusqu’à ce que la capitale soit transférée à Tokyo en 1869. C’est la plus grande structure du palais avec quinze pièces. En face se trouve le Gonaitei ou jardin intérieur.

- l’Osuzumisho (御涼所) est la résidence d’été de l’empereur.

- le Koshun (迎春) est une salle d’étude qui a été utilisée par l’empereur Komei, qui a régné de 1846 à 1866.

- l’Omima (御三間) était utilisé pour des cérémonies non officielles telles que le Festival des étoiles et le Festival du Bön.

À ces salles viennent s'ajouter les appartements de l'empereur, ceux de l'impératrice et des concubines, puis un certain nombre de résidences pour les hauts aristocrates et les fonctionnaires du gouvernement.
En face du Kogosho se trouve un jardin japonais, le Oike-niwa agrémenté d'un pont en pierre.